# Balneario El Cóndor
El Cóndor is een plaats in het Argentijnse bestuurlijke gebied Adolfo Alsina in de provincie Río Negro . De plaats telt 948 inwoners.